# 北野守
北野 守（きたの まもる、1949年1月30日 - ）は、滋賀県栗太郡栗東町（現・栗東市）出身のフリーアナウンサー。
実家は眼科の開業医。京都外国語大学英米語学科在学中に生田教室へ通い、卒業後の1971年に日本短波放送大阪支社（現・ラジオNIKKEI大阪支社）へ入社。主に中央競馬の関西の競馬場（中京・京都・阪神・小倉）において、2003年末まで33年間に渡って約12,000レースを実況。途中の2001年、第62回菊花賞において、第1位入線のマンハッタンカフェと第3位入線のエアエミネムを間違えてしまい、勝ち馬を誤って放送したため、しばらく実況を中断した時期もあった。退社後はオフィスK代表取締役社長として、GI競走の表彰式、イベント司会や野球実況など、主に生放送を中心に活動するとともに、プロ司会者の派遣・養成を行っている。
特技は競馬予想とロシア語。趣味は宝塚観劇で、娘も元宝塚歌劇団女優の風輝マヤ。

## 主な実況歴

### GI級競走
日本国内
- 桜花賞（1981年 - 1985年）
- 天皇賞・春（1976年 - 1980年、1986年 - 1993年、1996年 - 2001年)
- 宝塚記念（1986年 - 1990年、1994年、1995年）
- 菊花賞（1976年、1985年 - 2001年）
- エリザベス女王杯（1976年 - 1984年）
- マイルチャンピオンシップ（1985年 - 1989年）
- 阪神3歳ステークス→阪神3歳牝馬ステークス（1975年、1976年、1991年）

海外
- ヴェルメイユ賞（1995年）
- モーリス・ド・ゲスト賞（1998年）
- ジャック・ル・マロワ賞（1998年）

### その他
- 京都大賞典（1974年）
- スワンステークス（1984年）